# Pic del Vent
El pic del Vent, també conegut com el Farell, és una muntanya de 815 metres que es troba al municipi de Caldes de Montbui, a la comarca del Vallès Oriental.
Al cim hi havia un antic vèrtex geodèsic espanyol (referència 288113001), actualment només en resta la base i és inutilitzable, tanmateix l'avenç tècnic ha fet que aquest tipus de vèrtex geodèsic hagi deixat de tenir utilitat.
Aquest cim està inclòs al llistat dels 100 cims de la FEEC.  